# Dashiqiao (häradshuvudort i Kina)
Dashiqiao är en häradshuvudort i Kina. Den ligger i provinsen Liaoning, i den nordöstra delen av landet, omkring 150 kilometer sydväst om provinshuvudstaden Shenyang. Dashiqiao ligger 16 meter över havet och antalet invånare är 704 891. Befolkningen består av 342 793 kvinnor och 362 098 män. Barn under 15 år utgör 12,0 %, vuxna 15-64 år 78 %, och äldre över 65 år 9,0 %.
Runt Dashiqiao är det tätbefolkat, med 331 invånare per kvadratkilometer. Närmaste större samhälle är Gangdu, 0,87 km öster om Dashiqiao. Trakten runt Dashiqiao består till största delen av jordbruksmark.
Genomsnittlig årsnederbörd är 976 millimeter. Den regnigaste månaden är juli, med i genomsnitt 249 mm nederbörd, och den torraste är januari, med 7 mm nederbörd.